# Toni Garrido
Antonio Garrido Coronado (Felanich, Mallorca, 18 de mayo de 1973), más conocido como Toni Garrido, es un presentador español.

## Biografía
Su afición por la radio comenzó a muy temprana edad: con 14 años realizó un curso de radio y con apenas 16 empezó en Los40 Principales (Radio Mallorca). 
Se trasladó a Madrid en 1993, donde continuó en Los40 Principales, para pasar posteriormente a M80.  Algún tiempo después pasó a formar parte de "La media Vuelta" programa comandado por Nacho Lewin, en la Cadena SER. Comenzó a compaginar radio y televisión a partir de 1997, cuando se convirtió en el hombre del tiempo de Madrid Directo de Telemadrid. Desde entonces, se le ha podido ver como presentador y colaborador en diversos programas, entre los que se encuentran Buenos Días (Telecinco), Por la escuadra (Antena 3), Mundo Mundial (Vía Digital), Alcalá Club (Telemadrid), Caiga Quien Caiga (Telecinco y La Sexta), La Nube (TVE) y Más vale tarde (La Sexta). En 1996 presentó y dirigió los programas Gran Vía y Hoy por hoy Madrid, ambos para la Cadena SER.
Entre 2007 y 2012 condujo y dirigió el programa Asuntos propios en Radio Nacional de España, de lunes a viernes, entre las 16 y las 19 horas de la tarde.
En 2012, y tras su etapa en RNE, Garrido vuelve a la radio como productor del programa YU no te pierdas nada, en Los 40 Principales, y presentado por Dani Mateo. En 2013 produce además el programa musical Un lugar llamado mundo, presentado por Javier Limón y emitido por Canal + (televisión) y Europa FM (radio).
En 2006 publicó junto con su compañero y amigo Tom Kallene "El Sueco", un libro titulado Onderou, que emula el clásico On the Road (En el camino) del escritor estadounidense Jack Kerouac, editado en 1957. En 2009 junto con Xosé Castro publicó el libro Inculteces. Barbaridades que dice la gente, editado por Planeta y basado en una de la secciones del programa Asuntos propios.
Está casado con la periodista Celia Montalbán, con la que tiene dos hijos.

## Trayectoria profesional
Televisión
- GEN PLAYZ (PLAYZ RTVE) (2021- actualidad) - Productor
- GAMERS (MTV) (2015) - Productor
- Ultra Mega Cool (MTV) (2015) - Productor
- YUtubers (Comedy central) (2015 )- Productor
- Retransmisión de la 86ª ceremonia de los Premios Óscar en La Noche de los Oscar (Canal +) (2014) - Presentador y comentarista
- Un lugar llamado mundo (Canal +) (2013 - 2014) - Productor
- Retransmisión de la 85.ª ceremonia de los Premios Óscar en La Noche de los Oscar (Canal +) (2013) - Presentador y comentarista[10]
- Más vale tarde (laSexta) (2012) - Colaborador
- Salvados (laSexta) (2012) - Aparición
- La Nube (TVE 2) (2012) - Presentador
- Retransmisión de la XXVI edición de los Premios Goya (TVE) (2012) - Comentarista
- Retransmisión de la XXV edición de los Premios Goya (TVE) (2011) - Comentarista
- Rock in Rio Madrid en 2010 - Presentador y comentarista para RTVE
- Eurovisión 2009: El retorno (2009) - Jurado
- Caiga Quien Caiga (laSexta) (2008) - Copresentador
- Soy el que más sabe de televisión del mundo (Cuatro) (2006) - Aparición
- Caiga Quien Caiga (Telecinco) (2005-2007) - Reportero
- Alcalá Club (Telemadrid) (2004) - Presentador
- Mundo Mundial (2001) - Presentador
- A Rebufo (2000) - Presentador
- Madrid Directo (Telemadrid) (1997) - Hombre del tiempo
- Buenos días (Telecinco) (1997) - Copresentador
- Por la Escuadra - Colaborador

Radio
- Cuerpos Especiales (2021- ) - EuropaFm (productor)
- Hoy por hoy (septiembre de 2017-2019) - Cadena Ser
- Arriba España (2016) - M80 Radio (productor)
- Un lugar llamado mundo (2013) - Europa FM (como productor)
- YU no te pierdas nada (2012-actualidad) - Los 40 Principales- Europa FM (como productor)
- Asuntos propios (2007-2012) - RNE
- Hoy por hoy Madrid (2006) - Cadena Ser
- Gran Vía (2006) - Cadena Ser
- Las malas lenguas (2005) - Cadena Ser
- Cosas que dejé en la barra - Cadena Ser
- No por mucho madrugar - Cadena Ser
- Mas vale tarde que nunca - Cadena Ser
- Hablar por hablar (sustitución de Gemma Nierga en verano) - Cadena Ser
- La gran evasión (1996) - Cadena Ser
- La media vuelta - Cadena Ser
- M80 - Cadena Ser
- Los 40 - Cadena Ser

Podcast
- SONORA - Fundador.
- V, las cloacas del estado (2016) - Podium Podcast (Productor)
- Máster [11] (2019) - ELDIARIO.ES (Productor)
- XRey[12] (2020) - Spotify (Productor)
- EL MÓVIL DE MENDES - AUDIBLE (2020) (Productor)
- LAIFE - AUDIBLE (2021) (Productor)